# Andreas Kugler
Andreas Kugler (* 23. Dezember 1967 in Berlin) ist ein deutscher Politiker (SPD). Er war von 2006 bis 2021 Mitglied des Abgeordnetenhauses von Berlin. 

## Ausbildung und Beruf
Kugler bestand 1987 das Abitur an der Fichtenberg-Oberschule in Berlin-Steglitz. Im Anschluss nahm er ein Studium der Betriebswirtschaft an der Technischen Universität Berlin auf, das er 1996 als Diplom-Kaufmann abschloss. In den Jahren 1992 bis 1996 war er als Angestellter in einem Steuerbüro beschäftigt. Seit 1997 ist er in Selbständigkeit als Beratungsstellenleiter für den Lohnsteuerhilfeverein Vereinigte Lohnsteuerhilfe e.V. (VLH) tätig, seit 2004 als Regionalbevollmächtigter.

## Politik
Kugler trat 1984 in die SPD ein. Er ist seit 1998 Landesparteitagsdelegierter und seit 2000 Abteilungsvorsitzender der Abteilung 1 in Steglitz-Zehlendorf. 
Bei der Abgeordnetenhauswahl 2006 wurde Kugler im Wahlkreis Steglitz-Zehlendorf 1 direkt gewählt, bei der Abgeordnetenhauswahl 2011 zog er über die Bezirksliste Steglitz-Zehlendorf ins Landesparlament ein und bei der Abgeordnetenhauswahl 2016 gewann er erneut das Direktmandat im Wahlbezirk Steglitz-Zehlendorf 1. Im Abgeordnetenhaus war er von 2011 bis 2014 sowie von 2016 bis 2021 stellvertretender Vorsitzender der SPD-Fraktion und von 2010 bis 2016 Vorsitzender des Petitionsausschusses. Zeitweise war er Mitglied des Ausschusses für Bauen, Wohnen und Verkehr. Bei der Abgeordnetenhauswahl 2021 kandidierte er erneut für das Direktmandat im Wahlkreis Steglitz-Zehlendorf 1, verpasste jedoch den Wiedereinzug ins Parlament.

## Persönliches und Mitgliedschaften
Andreas Kugler ist verheiratet und evangelischer Konfession. Er ist Mitglied des Kuratoriums der Gesellschaft für Christlich-Jüdische Zusammenarbeit, des Deutschen Alpenvereins, der Initiative Haus Wolfenstein und des Bezirksverbandes der Kleingärtner Steglitz-Zehlendorf.